# Leges Antoniae
La Lex Antonia (legge Antonia, al plurale leges Antoniae) fu una legge di diritto latino emanata da Marco Antonio nel 44 a.C..

## La legge
Con questo provvedimento, Marco Antonio puntava ad abolire la dittatura, ma non fu il primo a intraprendere questa impresa:
dopo la fine della Seconda Guerra Punica, infatti, il Senato romano emise il Senatus consultum ultimum, che però andò perdendosi nel tempo, con le scalate al potere dei successivi dittatori.
Ad ogni modo, anche la lex Antonia fu declinata quando, nel 22 a.C., il Senato offrì la dittatura a Cesare Augusto.